# Elimination Chamber (2012)
Elimination Chamber (2012) (conhecida como No Way Out na Alemanha) foi o terceiro evento pay-per-view (PPV) de luta livre profissional da Elimination Chamber produzido pela WWE. Aconteceu em 19 de fevereiro de 2012, no Bradley Center em Milwaukee, Wisconsin.
Seis partidas foram disputadas no evento, cinco das quais foram transmitidas em pay-per-view e a outra foi uma luta preliminar. Na luta principal, John Cena derrotou Kane em uma luta de ambulância. Foram duas partidas disputadas dentro da Elimination Chamber. Na primeira, que abriu o show, CM Punk derrotou The Miz, Chris Jericho, Kofi Kingston, Dolph Ziggler e R-Truth para reter o Campeonato da WWE, enquanto na segunda, Daniel Bryan derrotou Santino Marella, Wade Barrett, Cody Rhodes, Big Show e The Great Khali para reter o Campeonato Mundial de Pesos Pesados.
O evento arrecadou 178.000 compras de pay-per-view, abaixo das 199.000 compras recebidas pelo evento do ano anterior.

## Produção

### Introdução
Elimination Chamber é um pay-per-view gimmick, produzido todo mês de fevereiro pela WWE desde 2010 - em abril de 2011, a promoção deixou de ter seu nome completo de World Wrestling Entertainment, com "WWE" se tornando uma sigla órfã. O conceito do show é que uma ou duas partidas do evento principal sejam disputadas dentro da Elimination Chamber, seja com campeonatos ou oportunidades futuras em campeonatos em jogo. O evento de 2012 foi o terceiro evento sob a cronologia Elimination Chamber e o primeiro a ser realizado desde o fim da primeira divisão da marca em agosto de 2011. O evento estava programado para ser realizado em 19 de fevereiro de 2012, no Bradley Center em Milwaukee, Wisconsin.
No ano anterior, o programa foi promovido como "No Escape" na Alemanha, pois temia-se que o nome "Elimination Chamber" pudesse lembrar as pessoas das câmaras de gás usadas durante o Holocausto. Para o evento de 2012, o show foi promovido como "No Way Out".

### Rivalidades
Elimination Chamber apresentou lutas profissionais que envolveram diferentes lutadores de rivalidades, enredos e histórias preexistentes que foram disputadas no Raw, SmackDown e WWE Superstars - programas de televisão da WWE. Os lutadores retratavam heróis ou vilões enquanto seguiam uma série de eventos que aumentavam a tensão e culminavam em uma luta ou série de lutas.
A primeira luta foi anunciada pelo Gerente Geral Interino do Raw, John Laurinaitis, em 30 de janeiro no site da WWE, apresentando o Campeão da WWE CM Punk defendendo seu título contra The Miz, Chris Jericho, Kofi Kingston, Dolph Ziggler e R-Truth. Na semana seguinte no Raw, Jericho venceu um Six-Pack Challenge com todos os seis participantes da Elimination Chamber para ganhar o direito de entrar na partida por último.
No episódio de 3 de fevereiro do SmackDown, foi anunciado pelo Gerente Geral do SmackDown, Theodore Long, que também haveria uma luta Elimination Chamber pelo Campeonato Mundial dos Pesos Pesados, originalmente com Daniel Bryan defendendo seu título contra Cody Rhodes, Wade Barrett, Big Show, Mark Henry. e Randy Orton. Na mesma noite do anúncio, Henry seria afastado da partida e suspenso indefinidamente por Long após ameaçá-lo. Na verdade, Henry havia hiperestendido o joelho na semana anterior. Mais tarde naquela noite, The Great Khali foi anunciado como substituto de Henry. No episódio do Raw de 13 de fevereiro, Orton sofreu uma concussão legítima durante uma partida, que foi atribuída no enredo a Bryan, que o acertou na cabeça com o título. No episódio de 17 de fevereiro do SmackDown, uma batalha real foi realizada para determinar o substituto de Orton, que foi vencida por Santino Marella, permitindo-lhe entrar na partida.
John Cena e Kane começaram a rivalizar em dezembro de 2011, com Kane visando Cena devido ao slogan de sua camiseta, "Rise Above Hate". Para jogar jogos psicológicos com Cena, Kane começou a mirar no amigo de Cena, Zack Ryder, e em sua namorada na tela, Eve Torres, atacando Ryder e encurralando Eve em uma variedade de situações, tudo em um esforço para fazer Cena "abraçar o ódio". No episódio do Raw de 6 de fevereiro, uma luta de ambulância foi anunciada para Elimination Chamber entre Kane e Cena.

## Resultados
| Nº                                          | Resultados                                                                                                | Estipulações                                                 | Tempo |
| ------------------------------------------- | --- | ------------------------------------------------------------ | ----- |
| Dark                                        | Hunico (com Camacho) derrotou Alex Riley                                                                  | Luta individual                                              | 3:21  |
| 1                                           | CM Punk (c) derrotou Chris Jericho, The Miz, R-Truth, Kofi Kingston e Dolph Ziggler (com Vickie Guerrero) | Luta Elimination Chamber pelo WWE Championship               | 32:39 |
| 2                                           | Beth Phoenix (c) derrotou Tamina Snuka                                                                    | Luta individual pelo Divas Championship                      | 7:19  |
| 3                                           | Daniel Bryan (c) derrotou Big Show, Santino Marella, Wade Barrett, Cody Rhodes e The Great Khali          | Luta Elimination Chamber pelo World Heavyweight Championship | 34:04 |
| 4                                           | Jack Swagger (c) (com Vickie Guerrero) derrotou Justin Gabriel (com Hornswoggle) por submissão            | Luta individual pelo United States Championship              | 3:02  |
| 5                                           | John Cena derrotou Kane                                                                                   | Luta de ambulância                                           | 21:21 |
| (c) – Refere-se aos campeões antes da luta. | |                                                              |       |

### Entradas e eliminações das Elimination Chambers

#### Elimination Chamber pelo WWE Championship
| Eliminado | Lutador       | Entrada | Eliminado por | Método da eliminação | Tempo |
| --------- | ------------- | ------- | ------------- | -------------------- | ----- |
| 1         | R-Truth       | 4       | CM Punk       | Diving elbow drop    | 20:02 |
| 2         | Dolph Ziggler | 3       | Chris Jericho | Codebreaker          | 22:31 |
| 3         | Kofi Kingston | 1       | Chris Jericho | Liontamer            | 26:32 |
| 4         | Chris Jericho | 6[J]    | CM Punk       | Incapacitação        | 28:10 |
| 5         | The Miz       | 5       | CM Punk       | Go To Sleep          | 32:39 |
| Vencedor  | CM Punk       | 2       |               |                      |       |

J Chris Jericho ganhou o direito de entrar como último participante na Elimination Chamber ao vencer um Desafio Six-Pack envolvendo todos os outros competidores no Raw de 6 de fevereiro.

#### Elimination Chamber pelo World Heavyweight Championship
| Eliminado | Lutador         | Entrada | Eliminado por   | Método da eliminação         | Tempo |
| --------- | --------------- | ------- | --------------- | ---------------------------- | ----- |
| 1         | The Great Khali | 5       | Big Show        | Spear                        | 19:15 |
| 2         | Big Show        | 2       | Cody Rhodes     | Diving elbow drop de Barrett | 24:18 |
| 3         | Cody Rhodes     | 3       | Santino Marella | Roll-up                      | 25:00 |
| 4         | Wade Barrett    | 1       | Santino Marella | Diving headbutt de Bryan     | 30:37 |
| 5         | Santino Marella | 4       | Daniel Bryan    | LeBell Lock                  | 34:04 |
| Vencedor  | Daniel Bryan    | 6       |                 |                              |       |